# Vlaggendrongo
De vlaggendrongo (Dicrurus paradiseus) is een zangvogelsoort uit de familie Dicruridae (drongo's). Eerder werd de Ceylonese kuifdrongo in het zuidwesten van Sri Lanka beschouwd als een ondersoort van deze vogel.

## Kenmerken
De vlaggendrongo is 30 cm lang en daarbij nog de 30 cm lange staart met verlengde sierveren. Deze lange sierveren zijn een opvallend kenmerk, hoewel 40% van de waargenomen vogels deze sierveren mist en dan verward kan worden met de kraaiebekdrongo.

## Verspreiding en leefgebied
De vlaggendrongo komt voor in India, op de Andamaneilanden, op de Nicobaren, verder in Zuidwest-China, Hainan, Laos, Myanmar en op het schiereiland Malakka en de eilanden Sumatra, Borneo en Java. Het is een algemeen voorkomende vogel van primair regenwoud en verouderd secundair bos in het laagland of in heuvelland tot op 1000 m boven de zeespiegel.
De vlaggendrongo telt dertien ondersoorten:
- D. p. grandis: van noordelijk India via westelijk en noordelijk Myanmar en zuidelijk China tot noordelijk Indochina.
- D. p. rangoonensis: van centraal India via Bangladesh, centraal Myanmar en noordelijk Thailand tot centraal Indochina.
- D. p. paradiseus: van zuidelijk India tot zuidelijk Thailand, noordelijk Malakka en zuidelijk Indochina.
- D. p. johni: Hainan.
- D. p. ceylonicus: Sri Lanka.
- D. p. otiosus: Andamanen.
- D. p. nicobariensis: Nicobaren.
- D. p. hypoballus: centraal Malakka.
- D. p. platurus: zuidelijk Malakka, Sumatra en de nabijgelegen eilanden.
- D. p. microlophus: eilanden in de Zuid-Chinese Zee.
- D. p. brachyphorus: Borneo.
- D. p. banguey: eilanden nabij noordelijk Borneo.
- D. p. formosus: Java.

## Status
De vlaggendrongo heeft een groot verspreidingsgebied en de grootte van de populatie is niet gekwantificeerd. Er is aanleiding te veronderstellen dat de soort in aantal achteruit gaat door ontbossingen. Echter, het tempo ligt onder de 30% in tien jaar (minder dan 3,5% per jaar). Daarom staat deze drongo als niet bedreigd op de Rode Lijst van de IUCN.